# Boree Creek
Boree Creek is een plaats in de Australische deelstaat New South Wales en telt 271 inwoners (2006).